# Lvovská konzervatoř
Lvovská národní akademie Mykoly Lysenka (ukrajinsky Львівська національна музична академія імені Миколи Лисенка [ľvivs’ka nacionaľna muzyčna akademija imeni Mykoly Lysenka]) je jednou z hlavních lvovských vzdělávacích institucí pro výuku hudby, zpěvu a herectví. Škola sídlí v jedné budově. 
Nyní akademie čítá 5 fakult převážně hudebního zaměření s 20 katedrami a 500 studenty. Sídlí v bývalé budově Technického institutu poblíž historického centru města. 

## Vzdělávání
Konzervatoř nabízí vzdělání v oborech hry na většinu běžných hudebních nástrojů, klasického zpěvu, skladby, dirigování a herectví. Akademie nabízí bakalářské, magisterské a postgraduální studium. Učební plán zahrnuje specializovaná teoretická studia, výuku jevištní řeči a povinné všeobecné hudební vzdělání (hudební harmonie, rytmus, intonace, obligátní klavír ad.).
Instituce také provozuje vlastní symfonický a komorní orchestr, několik komorních hudebních souborů a sborů a jednu činoherní skupinu a operní soubor, složené z posluchačů školy.

## Dějiny
Lvovská konzervatoř jako byla založena v roce 1853 jako první konzervatoř v Haliči. V současné době se považuje za jednu z nejstarších hudebních vysokých škol ve střední a východní Evropě.
Založení akademie je spojené se jmény významných světových hudebníků - učitelem Frederika Chopina  Jozefem Elsnerem a synem světového velikána klasické hudby Wolfganga Amadeuse Mozarta Franzem Xaverem Wolfgangem Mozartem.
Akademie má bohatou historii -po odtržení Haliče od Polska a přičlenění k Ukrajinské SSR v roce 1939 byla spojena s dalšími hudebními vzdělávacími institucemi Lvova a po těžkém období okupace Haliče, od doby získání Ukrajinou nezávislostí, byl zahájen aktivní proces oživení slavných tradic akademie a její transformace na moderní hudební vysokou školu. 

## Významní pedagogové
- Vilém Kurz mladší

## Významní absolventi
- Eduard Steuermann
- Solomija Krušelnycka
- Volodymyr Ivasjuk
- Myroslav Skoryk
- Jevhen Šokalo[2]
- Jevgen Stankovyč
- Ruslana Lyžyčko

## Dyrektor (rektor)
- Karol Mikuli
- Mieczysław Sołtys
- Anatol Vachnjanyn
- Olena Jasenycka-Vološyn